# Alejandra da Passano
María Ana Alejandra da Passano (Buenos Aires, 26 de julio de 1947 - Ibidem, 30 de junio de 2014) fue una actriz argentina de cine, teatro y televisión.

## Biografía
Nació en 1947 en la ciudad de Buenos Aires, hija de la actriz María Rosa Gallo (1922-2004) y del actor Camilo da Passano (1912-1983). Debutó en el cine en Pajarito Gómez (1964), una película del movimiento de la nouvelle vague, que parodiaba a los cantantes nuevoleros del programa El club del clan. En los años de 1970 ―en pleno auge del género picaresco― protagonizó La gran ruta (1971). También dentro del mismo rubro de comedias incursionó en el género costumbrista en la versión fílmica de Los hijos de López (1980), Chechechela, una chica de barrio (1986) y en el episodio «Historias urbanas», de la película inédita Costo argentino (2002).
En televisión se destacó en las obras que hablaban sobre las costumbres argentinas, especialmente provenientes de los inmigrantes españoles, en el teleteatro costumbrista Llegan los parientes de España (1965), de Ivo Pelay, y de los inmigrantes italianos, en Muchacha italiana viene a casarse (1969), de Delia González Márquez. Luego continuó realizándolas en otros canales como Canal 9 ―donde coprotagonizó Malevo (1972) de Abel Santa Cruz―, Canal 7 ―donde protagonizó La señora Ordóñez (1984)― y, en su retorno a Canal 13 protagonizó Así son los míos (1989), una serie que presenta a varias familias que viven en un consorcio, y cuenta en tono humorístico las peripecias económicas de una familia de clase media. Volvió a repetir esta fórmula en Gino (1996). Para la productora Pol-Ka participó en Gasoleros (1998). Debido a este éxito, la empresa la contrató para encabezar Primicias (2000).
Desde 2013 estaba internada en una clínica de rehabilitación para personas mayores.
En junio de 2014 fue internada en la clínica Suizo Argentina, en el mismo lugar donde murió su madre, con asistencia respiratoria tras serias complicaciones por la larga enfermedad que padecía desde hacía varios años. Falleció a los 66 años el lunes 30 de junio de 2014. Sus restos fueron cremados en el Cementerio de la Chacarita, y sus cenizas se encuentran en el panteón de la Asociación Argentina de Actores de ese cementerio.

## Vida personal
Estuvo casada con el actor Rodolfo Ranni, con quien tuvo dos hijas: Estefanía, nacida en 1972, y Eleonora, nacida en 1974, quien es productora de televisión.

## Trayectoria

### Cine

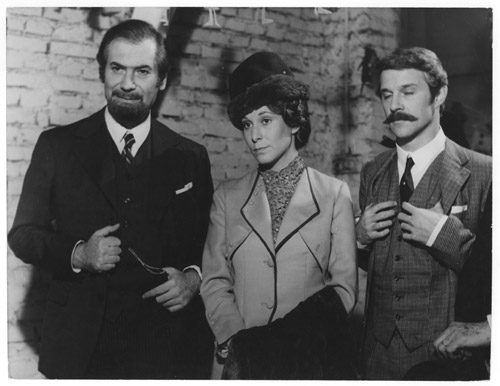
Los actores José Slavin, Alejandra da Passano y Adrián Ghio en una escena de la película La Madre María (1974).

- 1964: Pajarito Gómez, de Rodolfo Kuhn.
- 1967: Escándalo en la familia, con Niní Marshall y Juan Carlos Altavista.[11]
- 1969: El señor presidente.
- 1971: La gran ruta.
- 1974: La Madre María, penúltima película de Lucas Demare; con Tita Merello y Hugo Arana.[11]
- 1980: Los hijos de López, con Alberto Martín y Dorys del Valle.[11]
- 1986: Chechechela, una chica de barrio, con Ana María Picchio y Víctor Laplace.[11]
- 2002: Costo argentino, en el episodio «Historias urbanas».

### Televisión

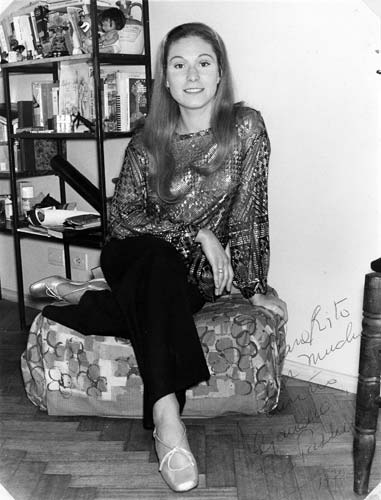
Fotografía autografiada de Da Passano.

- 1965: Llegan los parientes de España (Canal 13).
- 1969: Muchacha italiana viene a casarse (Canal 13).
- 1970: Hospital Privado (Canal 11).
- 1970: Todo argentino (Canal 7).
- 1971: Cuatro historias de alquiler (Canal 13).
- 1971: Cuatro Hombres para Eva (Canal 11).
- 1972: Malevo (Canal 9).
- 1980: Rosa de Lejos.
- 1981: Las 24 Horas (Canal 13).
- 1982: Domingos de Teatro.
- 1984: La Señora Ordóñez (ATC).
- 1985: Sobre madres e hijas.
- 1987: Me niego a perderte (Canal 9).
- 1989: Así son los míos (Canal 13).
- 1993: Apasionada (Canal 13).
- 1993: El Mundo del Espectáculo (Canal 13).
- 1995:   Alta Comedia "Esa vieja Nostalgia"(Canal 9)
- 1996: Gino (Canal 13).
- 1997: Mía, solo mía (Telefé).
- 1998: Verano del 98 (Telefé).
- 1998: Gasoleros (Canal 13).
- 1999: Salvajes (Canal 13).
- 2000: Primicias (Canal 13).
- 2002: Máximo corazón (Telefé).
- 2003: Los Simuladores (ep. "El matrimonio mixto") (Telefé)
- 2003: Rincón de Luz (Canal 9) (América TV)
- 2004: Frecuencia 04 (Telefé).

## Teatro
- 1953: El carnaval del diablo (debut), con Margarita Xirgu.[5]
- 1967: El casado... casa quiere, con Ana María Campoy, José Cibrián, Marcos Zucker y Pepito Cibrián.[12]
- La cabeza del dragón, farsa de Valle Inclán en el teatro San Martín.[13]
- 1969: En la mentira, de Julio Mauricio, con Alicia Bellán, Irma Córdoba, Julio De Grazia, Marta Gam, Blanca Lagrotta, Javier Portales, Jorge Rivera López, Marcos Zucker.[14]
- 1980: Hay un hombre en mi cama.
- 1983: Las de Barranco, en el Teatro de la Ribera.
- 1986: Solo cuando me río.
- 1987: Sueños de un seductor, pieza teatral de Woody Allen.
- 1993: Mil años, un día, de Ricardo Halac, con Pachi Armas, Ernesto Claudio, María Cristina Laurenz, Walter Santa Ana, Osvaldo Santoro y Juan Carlos Puppo.[15]
- 1994: Risas en el piso 23, de Neil Simon, con Carlos Calvo y Gianni Lunadei.[11]
- 1997: Ricardo III.
- 1997: Dos mujeres con Federico, con textos de Federico García Lorca, con María Rosa Gallo.[5]
- 2000: El cartero de Neruda (Ardiente paciencia), de Antonio Skármeta, con Darío Grandinetti, Nicolás Cabré y Gabriela Sari.
- 2003: Mateo, de Armando Discépolo, dirigida por Eduardo Gondell, con Salo Pasik y otros.
- 2003-2013: ¿Dónde estás... corazón?, de Marta Albanese, dirigida por María Rosa Gallo, con Marta Albanese y Coni Vera.[16]
- El juego de la rayuela.
- Las troyanas, de Eurípides.[5]
- La casa de Bernarda Alba, de Federico García Lorca.[5]
- El jardín de los cerezos, de Anton Chéjov.[5]
- De profesión maternal.[13]
- El nombre, de Griselda Gambaro, dirigida por Laura Yusem, con María Rosa Gallo y Alicia Zanca.[13]
- Tres mujeres altas.
- Cristales rotos.